# Chemin de la Côte-Sainte-Catherine
Le chemin de la Côte-Sainte-Catherine est une voie d'orientation est-ouest de Montréal, passant dans les arrondissements de Côte-des-Neiges et d'Outremont.

## Situation et accès
Elle contourne le Mont Royal au nord à partir de l'avenue du Parc pour se diriger par la suite en ligne droite jusqu'au boulevard Décarie.
C'est une artère large bordée de somptueuses demeures et d'importantes institutions : l'Hôpital Sainte-Justine, le Collège Jean-de-Brébeuf, l'École des hautes études commerciales de Montréal, Hôpital général juif de Montréal et le Pensionnat du Saint-Nom-de-Marie.

## Historique
La Côte Sainte-Catherine est l'un des plus anciens toponymes de Montréal. Il apparaît déjà en 1702 sur la carte de François Vachon de Belmont. Ce toponyme est donné à la fin du XVIIIe siècle par les Sulpiciens qui planifient le développement du centre de l'île en la divisant en côtes. Celles-ci sont des unités de territoire formées de quelques dizaines de concessions traversées par un chemin qui prend le nom de la côte. 
Les terres de la Côte Sainte-Catherine demeurent agricoles jusqu'à la fin du XIXe siècle. En 1875, le territoire traversé par le chemin de la Côte-Sainte-Catherine est incorporé en une municipalité qui prendra le nom Outremont. En 1911, le nom de ce chemin est changé en celui de boulevard Sainte-Marie, mais en 1917, on lui redonne sa dénomination première de chemin de la Côte-Sainte-Catherine.

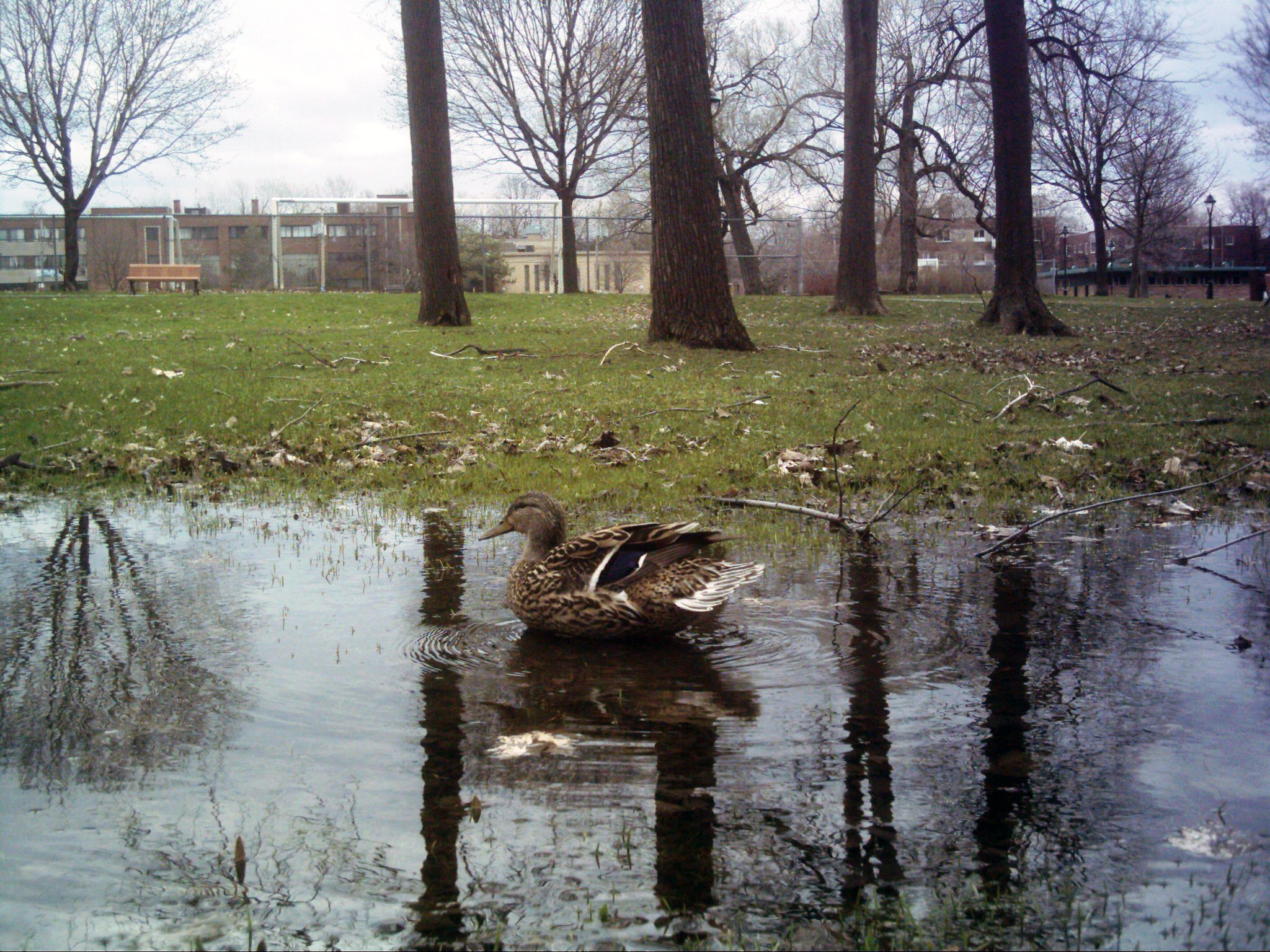
Canard colvert (femelle) dans le parc Mackenzie-King
chemin de la Côte-Sainte-Catherine, avril 2011

## Bâtiments remarquables et lieux de mémoire
- Bibliothèque publique juive
- Centre Segal des arts de la scène
- Montreal Hunt Club, disparu

## Source
- Ville de Montréal, Les rues de Montréal. Répertoire historique, Éd. Méridien, 1995